# Wodan Timbur Coaster
Wodan: Timbur Coaster è una montagna russa in legno nel parco divertimenti tedesco Europa Park.
È attualmente la seconda montagna russa in legno più alta e veloce in Germania, terza in Europa per entrambe le categorie.